# Ричардсон, Латаня
Латаня Ричардсон (англ. LaTanya Richardson, род. 21 октября 1949) — американская актриса, продюсер и театральный режиссёр.
Ричардсон родилась в Атланте, штат Джорджия и окончила женский колледж Спелмана в 1974 году. В тот период она встретила своего будущего мужа, Сэмюэла Л. Джексона, с которым Ричардсон вступила в брак в 1980 году. Её актёрский дебют состоялся в 1976 году, на офф-бродвейской сцене, после чего она активно выступала во многих других постановках. В 2014 году Ричардсон получила номинацию на премию «Тони» за лучшую женскую роль в пьесе за выступление в постановке «Изюм на солнце». Эту роль она получила после того, как изначально утвержденная Дайан Кэрролл покинула пьесу из-за проблем со здоровьем.
Помимо работы на сцене, Ричардсон появилась в нескольких кинофильмах и телевизионных шоу. Она сыграла роль главной злодейки в комедии 2003 года «Борьба с искушениями», а также появилась в фильмах «Жареные зелёные помидоры» (1991), «Малкольм Икс» (1992), «Неспящие в Сиэтле» (1993), «Когда мужчина любит женщину» (1994), «Дело Исайи» (1995), «Звезда шерифа» (1996), «Служители закона» (1998) и «Обратная сторона правды» (2006).
На телевидении Ричардсон была гостем в сериалах «Закон и порядок», «Весёлая компания», «Полиция Нью-Йорка», «Теперь в любой день», «Элли Макбил», «Справедливая Эми» и «Схватка». В дополнение она снялась в сделанных для телевидения фильмах, таких как «Жизнь под чужим именем» (1993), «Познакомьтесь с Дороти Дендридж» (1999), «За высокими стенами» (2001), «Далекая вода» (2006) и «Ватсоны едут в Бирмингем» (2013).